# 유럽 고속도로 592호선
유럽 고속도로 592호선(European route E592)은 러시아의 크라스노다르에서 즈허브가까지 이르는 B-클래스급 고속도로로, 총 연장은 133 km이다.

## 경로
- 러시아
  -  러시아 연방도 M4호선(러시아어판, 영어판) : 크라스노다르 ( E115) - 즈허브가(영어판) ( E97)